# 다키노마역
다키노마역(일본어: 滝ノ間駅)은 일본 아키타현 야마모토군 핫포정에 위치한 동일본 여객철도 고노 선의 철도역이다. 단선 승강장 1면 1선의 구조를 갖춘 지상역이다.

## 역 주변
- 국도 제101호선
- 다키노마 해수욕장

## 역사
- 1963년 4월 20일 : 일본국유철도의 역으로서 야마모토 군 하치모리 정에 개업.
- 1987년 4월 1일 : 일본국유철도 분할 민영화에 의해, 동일본 여객철도가 승계.

## 인접 역
| 동일본 여객철도 고노 선    | 동일본 여객철도 고노 선 | 동일본 여객철도 고노 선    |
| -------------------------- | ----------------------- | -------------------------- |
| 하치모리 히가시노시로 방면 | 고노 선                 | 아키타시라카미 가와베 방면 |